# Yolocaq
Yolocaq è un comune dell'Azerbaigian situato nel distretto di Yardımlı. Conta una popolazione di 1 131 abitanti.